# Ambang
Ambang (Indonesisch: Genung Ambang) is een complexe vulkaan op het Indonesische eiland Sulawesi in de provincie Noord-Sulawesi. 